# 오만 (영화)
"오만"은 2019년에 개봉한 대한민국의 영화이다.

## 캐스팅
- 지일주 : 박현우 역
- 이선주 : 김세희 역
- 박원상 : 한종훈 역
- 유지연 : 유지영 역
- 김기방 : 정기현 역
- 김시영 : 현우엄마 역
- 이효비 : 김소라 역
- 천정하 : 세희엄마 역
- 최진석 : 세희아빠 역
- 서민균 : 현우아빠 역
- 김건우 : 어린현우 역
- 양권석 : 박 상무 역
- 이재환 : 진상 대리손님 역
- 이지혁 : 대리 손님 1 역
- 백주환 : 대리 손님 2 역
- 이지현 : 옷가게 사장 역
- 송동환 : 찝쩍남 역
- 황원규 : 술부장 역
- 이나영 : 카운터여자 역
- 최예희 : 옷가게 진상손님 1 역
- 정유나 : 옷가게 진상손님 2 역
- 이병수 : 택시기사 역
- 정유호 : 편의점 알바 역
- 김예림 : 피자집 종업원 역
- 김광일 : 웨이터 1 역
- 장문수 : 웨이터 4 역
- 정석용 : 회사 상무 역 (우정출연)
- 김인우 : 윤 상무 역 (특별출연)